# Generalgouvernement Warschau (1915–1918)

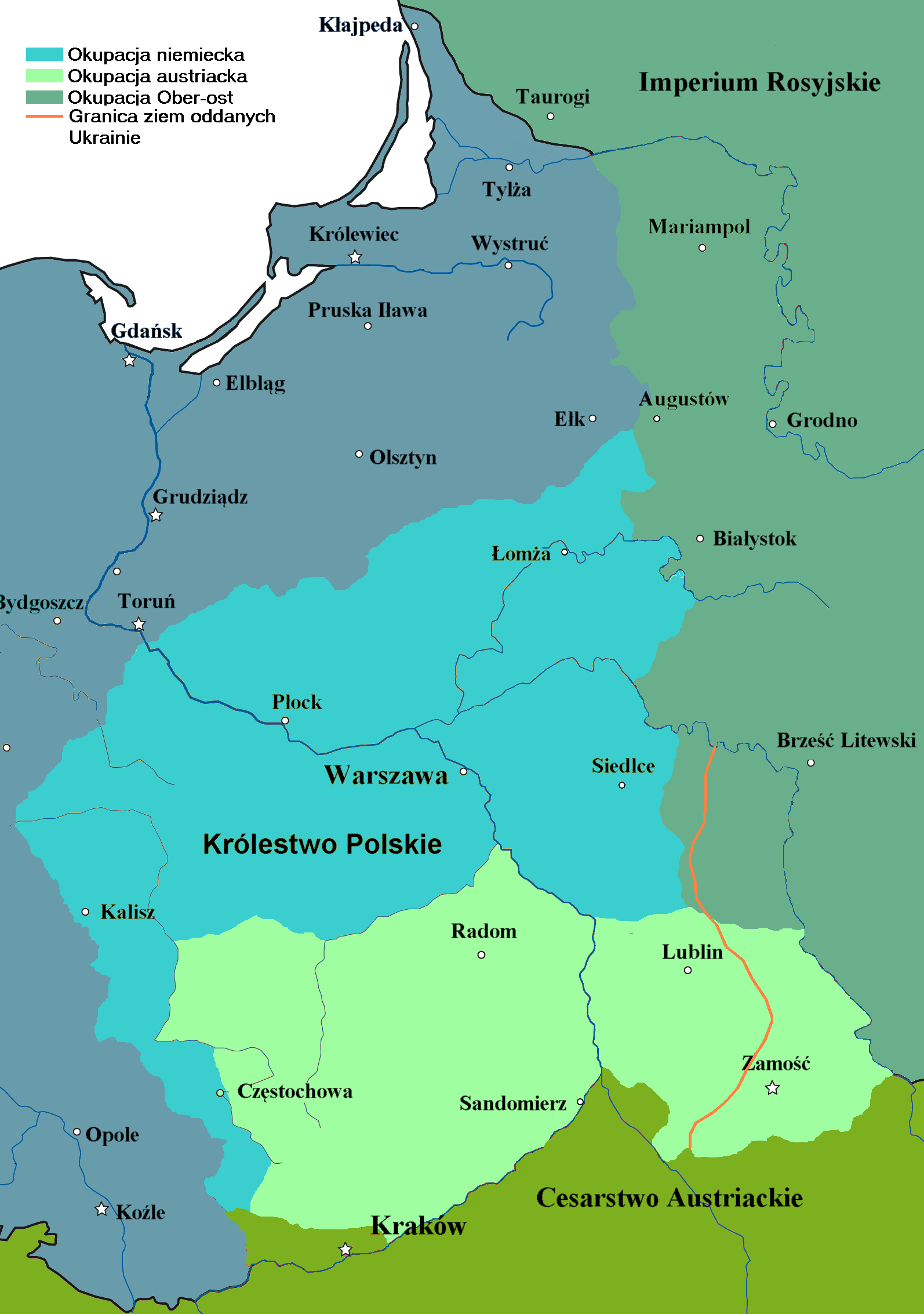
Deutsche (hellblau) und österreichische (hellgrün) Besatzungszonen im bisherigen russischen Teil Polens

Das kaiserlich deutsche Generalgouvernement Warschau (polnisch Cesarsko-Niemieckie Generalne Gubernatorstwo Warszawskie) war die Bezeichnung für den von den Deutschen besetzten Teil des bis dahin russischen Teils Polens während des Ersten Weltkrieges zwischen 1915 und 1918.

## Entstehung und Struktur
Bis zum Herbst 1915 eroberten die verbündeten deutschen und österreichisch-ungarischen Truppen an der Ostfront das russische Polen, Litauen, Kurland und Teile Weißrusslands. Der Versuch Erich Ludendorffs, das gesamte eroberte Gebiet unter militärische Kontrolle zu stellen, scheiterte am Widerspruch Erich von Falkenhayns. Daher entstanden verschiedene Besatzungszonen.
In Russisch-Polen errichteten die Deutschen das zivil verwaltete Generalgouvernement Warschau. Dieses hatte etwa 6,4 Millionen Einwohner auf 62.000 km². In diesem Gebiet lagen mit Warschau und Łódź die wichtigsten industriellen Zentren des besetzten Gebietes. Mit Österreich-Ungarn einigte sich das Deutsche Reich im Vertrag von Teschen auf eine Aufteilung des Gesamtgebietes. Im Süden richtete Österreich-Ungarn das Generalgouvernement Lublin ein. Das österreichische Gebiet war 43.000 km² groß und zählte etwa 3,5 Millionen Einwohner.
Die Bevölkerung bestand zum größten Teil aus Polen. Daneben gab es aber auch beträchtliche Minderheiten, darunter auch deutschsprachige Einwohner. Besonders zahlreich war die jüdische Bevölkerung, die zu einem Großteil Jiddisch sprach und dem orthodoxen Judentum zuzurechnen war. Vor dem Krieg machten die  Juden in Russisch-Polen etwa fünfzehn Prozent der Bevölkerung aus.
Das Baltikum und die Gebiete östlich des Generalgouvernements blieben ein militärisch verwaltetes Besatzungsgebiet. Dieses Gebiet unterstand dem Befehlshaber Ost und wurde daher als Ober Ost bezeichnet.

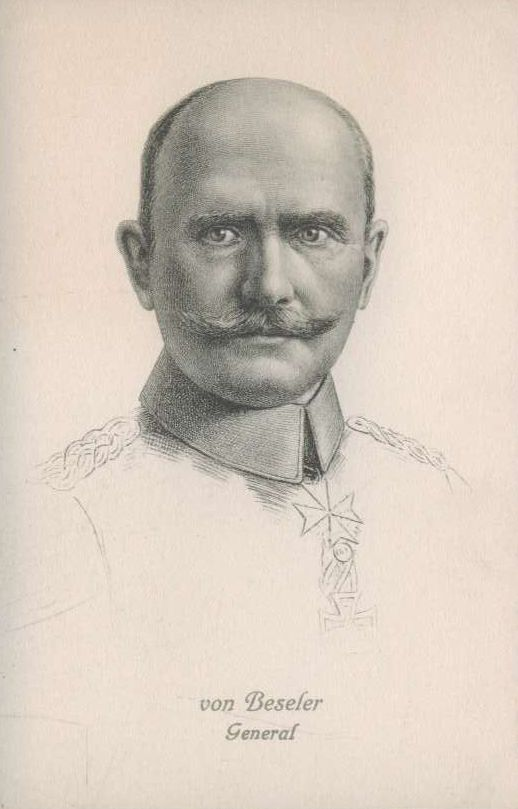
General von Beseler; Postkarte (1914)

Generalgouverneur in Warschau wurde im August 1915 Generaloberst Hans von Beseler. Die zivile Verwaltung wurde geführt vom Verwaltungschef Wolfgang von Kries (18. Oktober 1915 bis 26. November 1917) und danach von Otto von Steinmeister (26. November 1917 bis 6. Oktober 1918). Die Verwaltung bestand aus Angehörigen der Militärverwaltung und zivilen Beamten. Unterhalb der zentralen Ebene gab es militärische Gouverneure, zivile Kreischefs und Polizeipräsidenten. Der militärische Generalgouverneur war direkt dem Kaiser unterstellt. Dagegen bestand das Reichsamt des Innern darauf, dass die Zivilbeamten der zivilen Reichsleitung unterständen. Obwohl es Kompetenzprobleme gab, funktionierte die Zusammenarbeit zwischen von Kries und von Beseler relativ problemlos.

## Besatzungspolitik

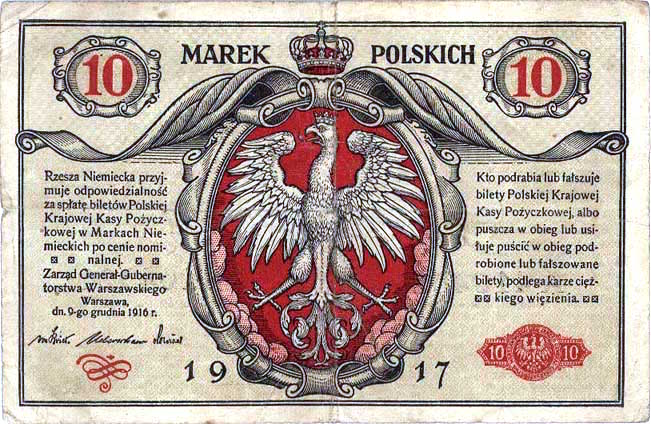
Die Polnische Mark war die Währung der deutschen Besatzungszone.

Die beiden Besatzungsregime im Generalgouvernement und in Ober Ost unterschieden sich deutlich. In Ober Ost wurde eine stark zentralisierte und rigide Militärverwaltung aufgebaut. Gestützt auf die Ziviladministration schlug Beseler in Warschau einen moderateren Kurs ein und versuchte, die polnische Bevölkerung stärker einzubinden. In beiden Besatzungszonen gab es erheblichen Spielraum für die Akteure vor Ort.
Die Politik der deutschen Besatzer war widersprüchlich. Das Gebiet wurde zum einen für deutsche Zwecke ausgebeutet. So wurden die Produktionsanlagen systematisch demontiert, was zu einer weitgehenden Deindustrialisierung führte. Die Folge war eine hohe Arbeitslosigkeit. Besonders verhasst bei der Bevölkerung waren die Aufstellung von Arbeiterbataillonen und der Versuch, Ende 1916 regelrechte Zwangsarbeit einzuführen. Auf der anderen Seite bemühte sich die Besatzungsbehörde, die Kriegsschäden von 1915 zu beseitigen. Außerdem wurden neue Straßen und Eisenbahnstrecken gebaut. Die Weichsel als Verkehrsweg wurde ausgebaut. Dahinter stand das Ziel eines wirtschaftlichen Aufbaus, der sich in höheren Lieferungen zu Gunsten der Mittelmächte niederschlagen sollte.
Neben dem wirtschaftlichen Aufbau musste auch die öffentliche Ordnung wieder hergestellt werden. Dazu war in einem gewissen Umfang die Zusammenarbeit mit den polnischen politischen Kräften nötig. Zwar waren die politischen Debatten der Kontrolle durch die Besatzungsmacht unterworfen und es bestand Zensur, aber sie konnten freier als unter russischer Herrschaft stattfinden.
Vor diesem Hintergrund wurde eine Reihe von Reformmaßnahmen getroffen. Dazu zählte der Ausbau des Schulwesens. Während in der Vorkriegszeit 34 Schüler auf 1000 Einwohner kamen, waren es unter Herrschaft der Mittelmächte 76 zu 1000. Der Unterricht wurde auf Polnisch abgehalten und die polnische Sprache war auch Amtssprache etwa vor Gericht. In Warschau wurden eine Universität und eine Technische Hochschule eingerichtet. Die Bildungsmaßnahmen hatten auch zum Ziel, den Polen ein Mindestmaß an Autonomie zu gewähren, um deren Unterstützung zu gewinnen.
Es gab im Jahr 1916 sogar Wahlen für kommunale Vertretungskörperschaften. In materieller Hinsicht konnte von einer Wirtschaftsförderung allerdings kaum die Rede sein, da das besetzte Gebiet vorrangig zu Gunsten der deutschen Kriegswirtschaft ausgebeutet wurde.

## Gründung des Königreichs Polen
Die polnischen politischen Gruppen waren bereits vor dem Krieg zerstritten. Die Rechtsparteien lehnten ein Zusammengehen mit den Mittelmächten und dem „obersten Nationalkomitee“ in Krakau ab, das sich zur Lösung der polnischen Frage an Österreich-Ungarn anlehnen wollte. Die eher aktivistisch eingestellten Gruppierungen zerfielen in unterschiedliche Richtungen. Während die einen für ein Zusammengehen mit Österreich-Ungarn eintraten, wollten die anderen mit Deutschland zusammenarbeiten. Eigenständig agierte Józef Piłsudski mit seiner Polnischen Militärorganisation.
Die weitere Zukunft Polens blieb zwischen den Mittelmächten umstritten. Zunächst schien es, als ob Deutschland eine austro-polnische Lösung mittragen würde, bald aber wuchs der Wunsch nach einem stärkeren deutschen Gewicht. Nach Verhandlungen zwischen Wien und Berlin wurde am 5. November 1916 das Regentschaftskönigreich Polen von den Generalgouverneuren proklamiert.
Das neue Staatsgebilde blieb de facto unter der Kontrolle der Mittelmächte und die Generalgouverneure blieben bis zum Zusammenbruch bei Kriegsende im Amt.